# Acacia vestita
Espèce
Classification phylogénétique
Acacia vestita est une espèce de plantes à fleurs du genre Acacia. C'est un arbuste originaire d'Australie du sud-ouest.

## Description
C'est un mimosa qui pousse à environ 3 m de haut et fait 3 m de diamètre. Il fleurit environ d'août à octobre. Il peut se propager par graines, mais il est préférable de les faire tremper dans l'eau chaude pour ramollir la coque avant de les semer.